# Kurumbalur
Kurumbalur é uma panchayat (vila) no distrito de Perambalur, no estado indiano de Tamil Nadu.

## Demografia
Segundo o censo de 2001,  Kurumbalur  tinha uma população de 11,124 habitantes. Os indivíduos do sexo masculino constituem 50% da população e os do sexo feminino 50%. Kurumbalur tem uma taxa de literacia de 64%, superior à média nacional de 59.5%: a literacia no sexo masculino é de 72% e no sexo feminino é de 56%. Em Kurumbalur, 10% da população está abaixo dos 6 anos de idade.